# San Simón de Guerrero
San Simón de Guerrero är en ort i Mexiko, och administrativ huvudort i kommunen San Simón de Guerrero i delstaten Mexiko. Samhället hade 1 067 invånare vid folkräkningen 2020.